# Lo que nunca muere
Lo que nunca muere es el primer disco del grupo vocal español El Consorcio, grabado en 1994.
El título, y el tono nostálgico de las canciones, remiten a un serial radiofónico de Luisa Alberca y Guillermo Sautier Casaseca (1952, al final de la posguerra española), que se adaptó como obra teatral en 1953 y como película en 1955 (dirigida por Julio Salvador). El título inicial del serial era Lo que no muere, cambiado a Lo que nunca muere en la obra teatral y cinematográfica.

## Temas del disco
Los temas que incluye el álbum de El Consorcio son:
1. El chacachá del tren - 2:16
2. Mirando al mar - 3:00
3. Cachito mío - 2:20
4. Torrefacto Columba - 1:12
5. Trigales verdes - 2:46
6. Navidad - 3:06
7. Espinita - 3:07
8. Hojas Palmera - 1:10
9. Canastos - 3:25
10. Pancho López - 2:23
11. Luna enamorada - 3:06
12. Dentífrico Anticariol - 1:20
13. Bajo el cielo de Palma - 2:30
14. Un poco más - 2:20
15. Camino verde - 3:37
16. DDT Chas - 1:10